# Roxy (biograf, Södertälje)
Roxy,  senare Roxy Star, var en biograf på Nygatan 27 i Södertälje.
Roxy och byggnaden där biografen låg ritades av arkitekten Björn Hedvall och gavs en tidstypisk utformning. Den invigdes 12 september 1939 och hade 445 platser. Premiärfilmen var Två ska man vara med Fred Astaire och Ginger Rogers. År 1980 skedde en större ombyggnad då den stora salongen delades och en minibio inreddes i salongens bakre, västra del. Minisalongen fick namnet Star. År 1992 flyttades bioverksamheten till den nyligen nedlagda Sandrews 1-2-3 i Lunahuset och fick namnet Roxy 1-2-3. År 2010 upphörde biografen då fastighetsägaren Telge fastigheter sade upp hyresavtalet.